# Attila (album)
Attila è il trentaduesimo album in studio della cantante italiana Mina, pubblicato nell'ottobre 1979 dalla PDU con distribuzione EMI Italiana.

## Descrizione
Con questa pubblicazione inizia una nuova serie annuale di album doppi, in cui gli LP di ciascuna coppia si distinguono nelle ristampe per l'indicazione "vol. 1" / "vol. 2" e mantengono sia l'ordine delle tracce sia il titolo originari. La prima edizione è sempre su 2 LP in confezione unica e indivisibile, priva dei riferimenti di volume, mentre nelle successive, sullo stesso o su altri supporti, i due dischi sono commercializzati come album separati.
La copertina ha per tema l'invisibilità ed è firmata da Luciano Tallarini, che usa precedenti fotografie di Mauro Balletti a causa della mancanza di materiale fotografico recente, rielaborate all'aerografo da Gianni Ronco.
Ne scaturisce un manichino in bianco e nero della cantante, la cui testa, totalmente inespressiva perché priva di pupille, viene scelta come immagine per il frontespizio della confezione. L'esclamazione di Mina nel vederla <<...è terribile... sembra Attila!>>, darà il titolo all'album. La custodia originale del doppio includeva anche un poster con questa fotografia riprodotta su fondo argento.
L'opera, che vince il premio come miglior copertina discografica dell'anno, in seguito sarà esposta al museo MoMa di New York a rappresentanza dell'Italia nella stessa categoria.
Esiste in edizioni con volumi separati su Long playing (PDU PLD 7015 e 7016) e musicassetta (PMA 715 e 716) fin dal 1979; la ristampa su Compact disc (PDU CDP 777 7902802 e 7902812) e la corrispondente rimasterizzazione con tecniche digitali del 2001 (EMI 243 5355032 e 5355042) sono sempre state divise su due dischi.
La prima ristampa su vinile come album singolo è del 1983 a cura della EMI Italiana.
I brani Rock and roll star e Anche tu sono stati tradotti e cantati da Mina in lingua spagnola per il singolo Estrella del rock/También tù pubblicato in terra iberica nel 1979 (Ariola A-101.473). Questo 45 giri ha immagine di copertina identica a quella dell'album ufficiale di provenienza (Attila), con l'aggiunta della dicitura "Mina en castellano".
Nell'edizione dell'album destinata al mercato spagnolo i numeri dei volumi sono invertiti rispetto al contenuto delle tracce: Attila contiene le tracce del vol.2 e Attila II (Ariola I-201.415 del 1981) quelle del primo. In particolare il primo disco di questa versione (Ariola I-201.709 del 1979) contiene le canzoni in spagnolo presenti nel singolo (testi di Rafael Perez Botija), ma i titoli sulla copertina sono in italiano.
Anche la raccolta internazionale dell'Ariola per i mercati latini Mina en español, distribuita in Spagna nel 1982 (I-204.599) e l'anno dopo in Argentina (SE-60235) e Colombia (Sonolux Ariola 18(0131)00232), contiene i due brani del singolo.

## Successo e classifiche
Il disco, integralmente costituito da inediti, è anticipato dal singolo Anche un uomo/Se il mio canto sei tu. Segna anche l'esordio ufficiale nel mondo discografico dell'appena sedicenne figlio di Mina, Massimiliano; come autore, insieme a Valentino Alfano, dei brani  Sensazioni e Il vento.
Attila avrà un notevole successo di vendite, risultando il decimo album più venduto nel 1980 con un picco settimanale al secondo posto. Complessivamente arriva a un milione di copie vendute.

## I brani
- Tiger Bay

Canzone inserita in un singolo per jukebox insieme al brano di altro cantante (PDU PA JB 147, vendita al pubblico vietata).
Con Shadow of My Old Road, ultimo brano del disco, sono i due pezzi maggiormente dance dello stesso.
- Ma ci pensi

È il pezzo più classico dell'album, con l'orchestrazione di Federico Monti Arduini (alias Il Guardiano del Faro) e l'intervento all'armonica di Bruno De Filippi.
- Non tornerò

In questa canzone "epistolare" poco conosciuta, la protagonista racconta la sua vita tra orgogli, ripicche e disillusioni, attraverso immagini di quotidianità e un'indagine intimistica dell'amore e del suo opposto. Temi forti del testo di Paola Blandi, trattati delicatamente dalla musica di Cantarelli.
- Che novità

Riprende il tema del sesso come mezzo per risolvere i problemi della noia in una coppia senza più dialogo.
- Bonne nuit

Piacevole ninna nanna in cui Mina dà voce piena e convinta a un testo tutt'altro che banale.
- Un po' di più

Rimaneggiamento musicale di Shapiro del brano originale interpretato da Patty Pravo e incluso in un singolo e nell'album Sì... incoerenza del 1972. Mantiene l'iniziale moderazione per sfogarla nella rabbia successiva, che Mina impreziosisce con passione e impetuosa vocalità.
- Don't Take Your Love Away

Cover di una vecchia canzone di Isaac Hayes, è il brano con durata più lunga inciso dalla cantante nella sua carriera.
- Rock and Roll Star

Grintosa invettiva rock contro un uomo egocentrico e egoista. Mantiene la sua forza anche nella traduzione spagnola.
- Fiore amaro

Carina filastrocca 'non sense', cui la cantante regala una punta di ironia e delicatezza.
- Sei metà

A detta del musicista Beppe Cantarelli: per divertimento e "tanto per cambiare", prova a cantare insieme con Mina "cercando di rovinargli il disco"...
- Anche tu

Come curiosità uno dei tecnici (Abramo Pesatori) intervenuti in studio per la registrazione del disco, ricorda la presenza in sala di incisione del responsabile dell'etichetta spagnola per garantire la pronuncia del testo in castigliano di questo brano. Mina per due volte lo legge e ascolta la base musicale, quindi in un quarto d'ora e al primo colpo registra perfettamente la canzone, senza chiedere nulla o rivolgersi ad alcuno. Al che, l'esperto spagnolo sbigottito esclama: <<Ma io, cosa sono venuto a fare?>>.
- Street Angel

La canzone faceva parte di un sfumato progetto di lancio della cantante sul mercato statunitense, mediante un album, interamente prodotto negli USA e coordinato musicalmente da Teddy Randazzo, sulle cui basi Mina, restando in Italia, avrebbe reinciso la sua voce. È rimasta solo questa bella canzone arrangiata da Massimo Salerno seguendo le direttive degli autori.

## Tracce
Disco 1 - Lato A
1. Tiger Bay – 6:50 (testo: Julie Scott – musica: Beppe Cantarelli; edizioni musicali PDU)
2. Ma ci pensi – 4:15 (testo: Nino Romano – musica: Federico Monti Arduini; edizioni musicali PDU/F.M.A.)
3. Se il mio canto sei tu – 4:23 (testo: Paola Blandi – musica: Beppe Cantarelli; edizioni musicali PDU/Blue Team)
4. Non tornerò – 6:31 (testo: Paola Blandi – musica: Beppe Cantarelli; edizioni musicali PDU)

Lato B
1. Che novità – 4:54 (testo: Firmo Rizzini – musica: Danidy alias Rudy Meledandri; edizioni musicali PDU)
2. Bonne nuit – 3:11 (testo: Andrea Lo Vecchio – musica: Shel Shapiro; edizioni musicali PDU/Shesha)
3. Sensazioni – 4:47 (Valentino Alfano, Massimiliano Pani; edizioni musicali PDU)
4. Un po' di più – 3:57 (testo: Sergio Bardotti – musica: Shel Shapiro; edizioni musicali D.R.)
5. Il vento – 4:56 (Valentino Alfano, Massimiliano Pani; edizioni musicali PDU)

Disco 2 - Lato A
1. Don't Take Your Love Away – 9:05 (testo: Lee Hatim – musica: Isaac Hayes; edizioni musicali D.R.)
2. Rock and Roll Star – 3:29 (testo: Andrea Lo Vecchio – musica: Shel Shapiro; edizioni musicali PDU/Shesha)
3. Fiore amaro – 4:03 (Enrico Riccardi; edizioni musicali PDU/Jubal)
4. Sei metà (feat. Beppe Cantarelli) – 5:18 (testo: Paola Blandi – musica: Beppe Cantarelli; edizioni musicali PDU)

Lato B
1. Anche tu – 4:56 (testo: Cristiano Minellono – musica: Beppe Cantarelli; edizioni musicali PDU)
2. Street Angel – 4:45 (testo: Bobby Hart, Bobby Weinstein – musica: Teddy Randazzo; edizioni musicali PDU/Blue Team)
3. Che volgarità – 3:41 (testo: Cristiano Malgioglio – musica: Corrado Castellari; edizioni musicali PDU)
4. Anche un uomo – 4:48 (testo: Alberto Testa, Mike Bongiorno, Ludovico Peregrini – musica: Anselmo Genovese; edizioni musicali PDU/Curci)
5. Shadow of My Old Road – 4:05 (testo: Firmo Rizzini – musica: Danidy alias Rudy Meledandri; edizioni musicali PDU)

## Arrangiamenti
- Beppe Cantarelli - tutti i brani (voce in Sei metà) tranne:

Disco 1
- Giulio Libano - Ma ci pensi
- Rudy Brass - Che novità, Shadow of My Old Road
- Shel Shapiro - Bonne nuit, Un po' di più

Disco 2
- Shel Shapiro - Don't Take Your Love Away, Rock and Roll Star
- Michael Logan - Fiume amaro
- Massimo Salerno - Street Angel
- (Non accreditato) - Che volgarità
- Celso Valli - Anche un uomo

## Classifiche

### Classifiche settimanali
| Classifica (1979-1980) | Posizione massima |
| ---------------------- | ----------------- |
| Italia                 | 2                 |

### Classifiche di fine anno
| Classifica (1980) | Posizione |
| ----------------- | --------- |
| Italia            | 10        |